# Crawford (Missisipi)
Crawford – miasto w Stanach Zjednoczonych, w stanie Missisipi, w hrabstwie Lowndes.